# Geschiedenis van Liechtenstein

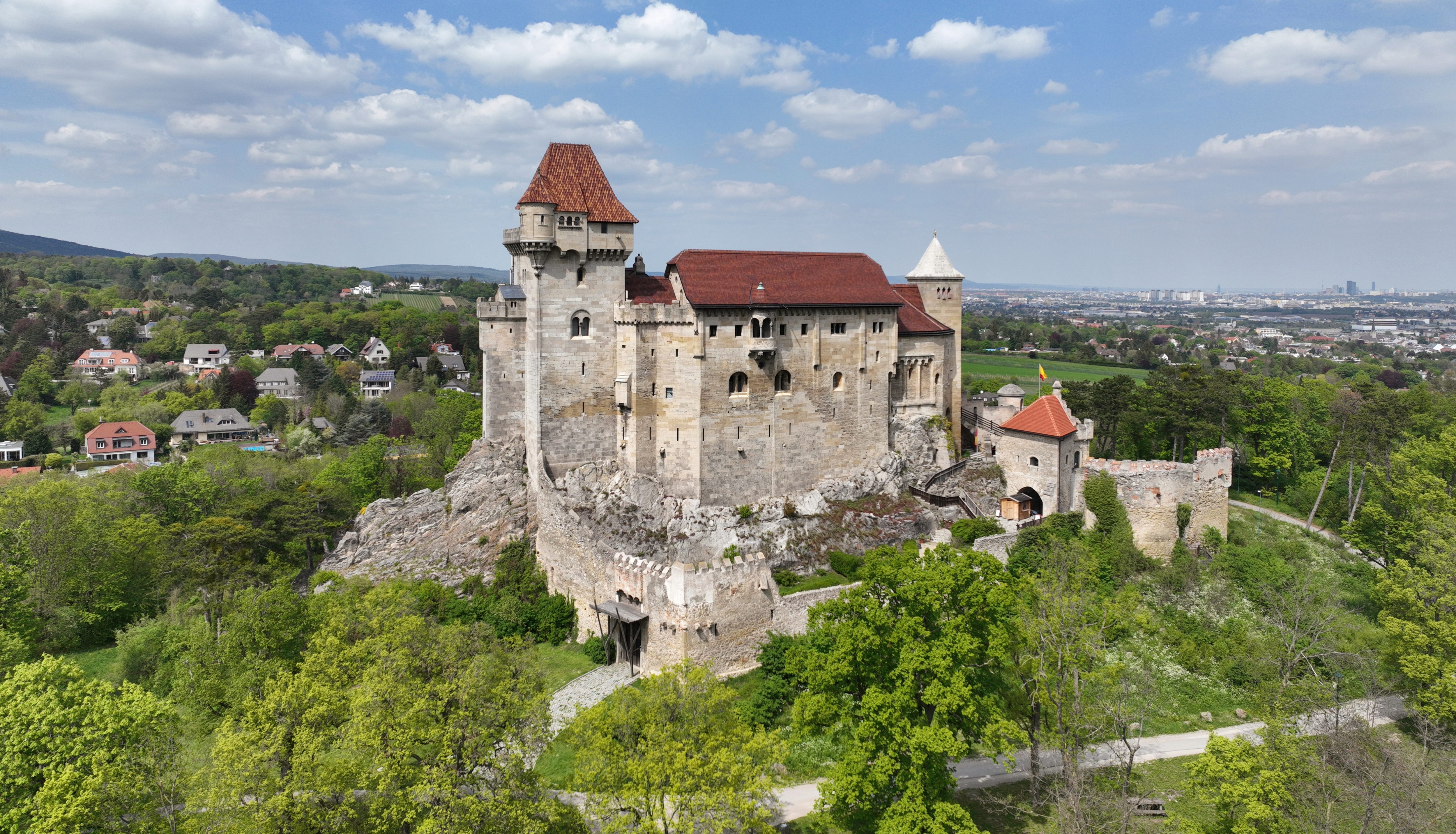
Kasteel Liechtenstein

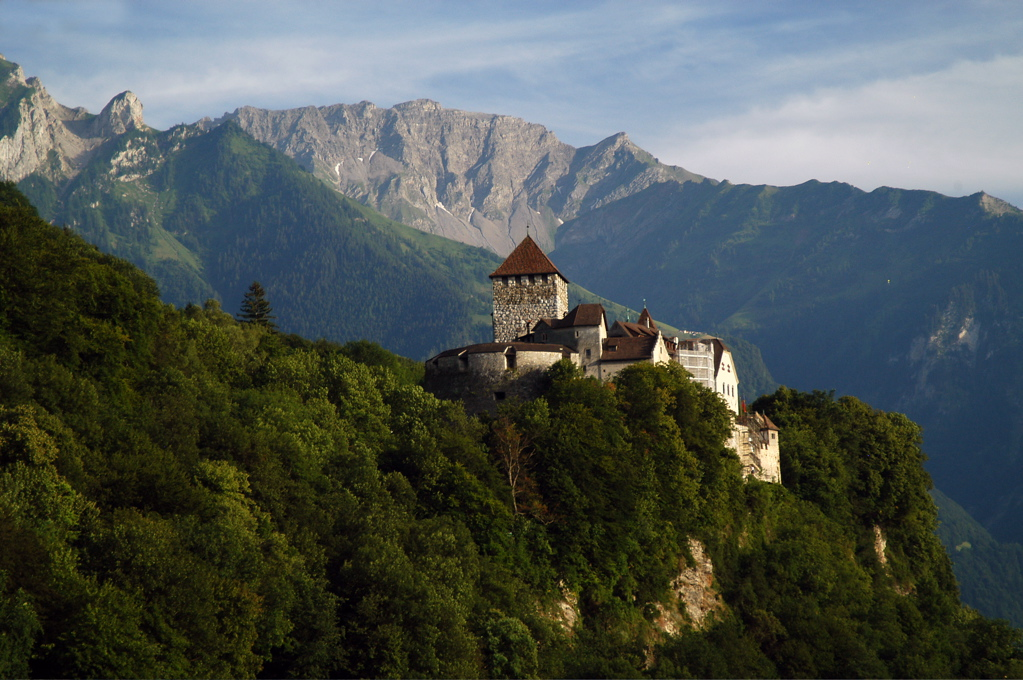
Slot Vaduz

De geschiedenis van Liechtenstein begint in 1719, het jaar dat Liechtenstein een onafhankelijke staat werd. In dat jaar verhief keizer Karel VI het graafschap Vaduz en de heerlijkheid Schellenberg tot een vorstendom onder het Huis Liechtenstein. Schellenberg was sinds 1699 in het bezit van de familie en Vaduz sinds 1712.
Liechtenstein was het eerste land ter wereld dat de doodstraf in de praktijk afschafte. In 1798 werd de laatste doodstraf voltrokken. De wettelijke uitbanning van deze straf volgde pas in 1985.
Alleen in het begin van de 19e eeuw is Liechtenstein even door de Fransen overheerst geweest. In 1815 werd Liechtenstein lid van de Duitse Bond. In 1862 kwam er zowel een grondwet als een parlement, de Landtag. De Duitse bond verplichtte het land om een leger te onderhouden. Dit leger bestond uit 80 mannen. Deze 80 mannen werden gedurende de Oostenrijks-Pruisische Oorlog ingezet en raakten bevriend met een Italiaanse soldaat. Na de oorlog kwam het voltallige leger terug naar Liechtenstein, plus de Italiaan. In 1868 werd het leger officieel ontbonden en Liechtenstein werd officieel een neutraal land.
In 1919 kwam er naast een einde aan het douaneverdrag met Oostenrijk, tevens een einde aan de verantwoordelijkheid voor de diplomatieke vertegenwoordiging van Liechtenstein door Oostenrijk. Zwitserland ging vanaf nu de diplomatieke vertegenwoordiging op zich nemen.
In 1920 volgde een postverdrag tussen de twee landen en in 1924 werd een douane-unie opgericht. In 1950 sloot Liechtenstein zich aan bij het Internationaal Hof van Justitie en in 1978 werd het toegelaten tot de Raad van Europa.
In september 1990 werd het lid van de Verenigde Naties en een jaar later werd het een volwaardig lid van de EFTA. Voorts is het ook lid van de EER sedert 1995.
In 2003 werd een referendum gehouden, net als Zwitserland is er in Liechtenstein een directe democratie op nationaal niveau, waarbij de bevolking heeft besloten dat het vorstenhuis zelfs meer macht moest krijgen.